# Дионски одеон
Римският одеон (на гръцки: Ρωμαϊκό Ωδείο Δίου) е археологически обект, одеон, разположен в античния македонски град Дион, Гърция.

## Архитектура
Одеонът, изграден около 200 г. сл. Хр., е част от комплекса на Големите бани, разположен е веднага вляво от южния вход на града и е свързан с главната улица на града чрез малко стълбище. Представлява малък закрит театър използван за концерти, пантомима и рецитали.